# Spremberg
Spremberg (in basso sorabo Grodk) è una città di 21 497 abitanti del Brandeburgo, in Germania.

Appartiene al circondario della Sprea-Neiße, di cui costituisce il centro più popoloso, ma non il capoluogo.
Spremberg ha lo status di "Media città di circondario" (Mittlere kreisangehörige Stadt).
Dall'8 agosto 2013 la città si fregia del titolo di Perle der Lausitz ("perla della Lusazia").

## Geografia fisica
La città si trova nella parte meridionale del circondario, presso il confine con la Sassonia (circondario di Kamenz). Da Hoyerswerda dista meno di 20 km, mentre ne dista circa 30 da Cottbus.

## Storia
Il 1º gennaio 1991 venne aggregato alla città di Spremberg il comune di Wolkenberg; il 1º gennaio 2003 gennaio venne aggregato l'allora comune di Lieskau, mentre il 1º gennaio 2016 venne aggregato l'allora comune di Hornow-Wadelsdorf.

## Economia
Nella frazione di Schwarze Pumpe è sito un enorme complesso industriale, parte del quale è sita anche oltre il confine sassone, nel comune di Spreetal.

## Società

### Evoluzione demografica
- Sviluppo della popolazione dal 1875 entro gli attuali confini (Linea Blu: Popolazione; Linea puntata: Confronto dello sviluppo della popolazione dello stato del Brandenburgo; Sfondo grigio: Ai tempi del governo nazista; Sfondo rosso: Al tempo del governo comunista)
- Sviluppo recente della popolazione (Linea blu) e previsioni

| Anno | Abitanti |
| ---- | -------- |
| 1875 | 19 546   |
| 1890 | 20 239   |
| 1910 | 24 472   |
| 1925 | 27 178   |
| 1939 | 30 989   |
| 1950 | 27 879   |
| 1964 | 37 222   |

| Anno | Abitanti |
| ---- | -------- |
| 1971 | 32 635   |
| 1981 | 30 565   |
| 1985 | 30 739   |
| 1990 | 29 665   |
| 1995 | 28 935   |
| 2000 | 28 160   |
| 2005 | 26 416   |

| Anno | Abitanti |
| ---- | -------- |
| 2010 | 24 373   |
| 2015 | 22 232   |
| 2016 | 22 750   |
| 2017 | 22 456   |
| 2018 | 22 175   |
| 2019 | 21 998   |
| 2020 | 21 749   |

Fonti dei dati sono nel dettaglio nelle Wikimedia Commons..

## Amministrazione

### Gemellaggi
Spremberg è gemellata con:
- Grand Forks
- Szprotawa
- Gevelsberg